# Jatiragas
Jatiragas is een bestuurslaag in het regentschap Karawang van de provincie West-Java, Indonesië. Jatiragas telt 5185 inwoners (volkstelling 2010).